# ببليوغرافيا هربرت جورج ويلز

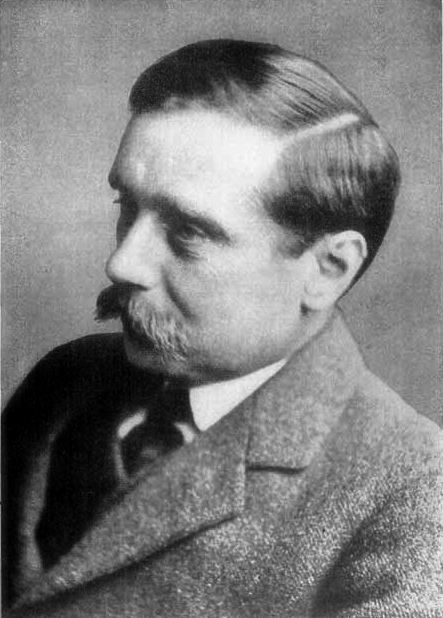
هربرت جورج ويلز (1866–1946)

كان هربرت جورج ويلز كاتبا غزير الإنتاج في كل من الروايات الخيالية والواقعية. وامتدت مسيرته الكتابية لأكثر من ستين عاما، وقد أكسبته رواياته الأولى في الخيال العلمي اللقب «أبو الخيال العلمي» (بجانب كل من جول فيرن وهوغو جيرنزباك).

## الروايات
- آلة الزمن (1895)
- الزيارة الرائعة (1895)
- جزيرة الدكتور مورو (1896)
- عجلات الفرصة (1896)
- الرجل الخفي (1897)
- حرب العوالم (1898)
- عندما يستيقظ النائم (1899)
- الحب والسيد لويشام (1900)
- أوائل الرجال على القمر (1901)
- سيدة البحر (1902)
- طعام الآلهة وكيف جاء إلى الأرض (1904)
- كيبس (1905)
- يوتوبيا الحديثة (1905)
- في أيام المذنب (1906)
- الحرب في الهواء (1908)
- تونو بونجاي (1909)
- آن فيرونيكا (1909)
- تاريخ السيد بولي (1910)
- النائم يستيقظ (1910) - طبعة منقحة من عندما يستيقظ النائم (1899)
- مكيافيلي الجديد (1911)
- زواج (1912)
- الأصدقاء المتحمسون (1913)
- زوجة السير إسحاق هارمان (1914)
- مجموعة العالم الحرة (1914)
- بيلبي: عطلة (1915)
- بون (1915) (مثل ريجنالد بليس)
- البحث الرائع (1915)
- أدرك السيد بريتلينغ حقيقة الأمر (1916)
- روح الأسقف (1917)
- جوان وبيتر: قصة تعليم (1918)
- النار التي لا تموت (1919)
- الأماكن السرية للقلب (1922)
- رجال مثل الآلهة (1923)
- الحلم (1924)
- والد كريستينا ألبرتا (1925)
- عالم ويليام كليسولد (1926)
- في غضون ذلك (1927)
- السيد بلتسورثي في جزيرة رامبول (1928)
- استبداد السيد بارهام (1930)
- بولبينغتون بلوب (1932)
- شكل الأشياء القادمة (1933)
- عازف الكروكيه (1936)
- برينهيلد (1937)
- إنجاب نجم (1937)
- زيارة كامفورد (1937) ، رواية قصيرة
- أبروبوس دولوريس (1938)
- الاخوة (1938)
- الرعب المقدس (1939)
- فاتنة في الغابة المظلمة (1940)
- كل شيء على متن أرارات (1940)
- لا يمكنك أن تكون حذرا جدا (1941)